# Stazione di San Marcellino-Frignano
Stazione di San Marcellino-Frignano vasútállomás Olaszországban, San Marcellino településen.

## Vasútvonalak
Az állomást az alábbi vasútvonalak érintik:
- Róma–Formia–Nápoly-vasútvonal
- Villa Literno–Cancello-vasútvonal

## Kapcsolódó állomások
A vasútállomáshoz az alábbi állomások vannak a legközelebb:
- Stazione di Aversa
- Stazione di Albanova